# Samiam
Samiam é uma banda de El Sobrante, Califórnia, formada em 1988 após a cisão da Gilman clube esteio Isocracy.